# Luc Togbadja
 (août 2024).
Luc Togbadja, dit Effime, mort assassiné le 7 mai 1989 à Cotonou, est un ancien étudiant de la jeunesse communiste du Bénin. En sa mémoire, la journée nationale de lutte contre la torture est célébrée chaque année au Bénin.  

## Militantisme et hommages
Étudiant en droit à l'université d'Abomey-Calavi, Luc Togbadja participe à des manifestations et grèves estudiantines contre le régime révolutionnaire de Mathieu Kérékou. En avril 1989, il est arrêté avec ses camarades dans les rues de Godomey pour  port de tract. Détenu au camp Guézo, il est retrouvé mort ensanglanté, le 7 mai 1989, puis conduit à la morgue du centre national hospitalier universitaire Hubert-Maga. Selon plusieurs sources, il est victime d'un assassinat en raison de son activisme contre le régime de Kérékou,,. Chaque 7 mai, des personnalités et acteurs de la société civile au Bénin saluent sa mémoire dans le cadre de la journée nationale de lutte contre la torture,.